# Kel·lia
Kel·lia (en grec: Κελλιά; en turc: Yıldırım) és un poblet del Districte de Làrnaca de Xipre, al nord de Làrnaca. Abans del 1974, el poblet estava habitat sobretot per turcoxipriotes. El 2011 la població n'era de 387 persones.
L'església del poble està dedicada a sant Antoni (Άγιος Αντώνιος) i es va construir al segle xix . El nom del poble sembla provenir de "cèl·lula" (keli), una referència a les cel·les monàstiques dels edificis religiosos.